# Conti di Lecco
I Conti di Lecco furono una famiglia comitale del Medioevo.

## Storia
Discenderebbero dal re longobardo Desiderio e furono conti di Bergamo prima dell'ascesa dei Gisalbertini. Ebbero vasti possedimenti in Val Camonica (Bs).
Conti di Lecco furono:
- Uberto di Lecco (871), primo conte menzionato;[2]
- Corrado (892-915 ca.);
- Radaldo (926), figlio di Corrado;
- Viberto (Guiberto) (949), ebbe tre figli:[3] Attone, Dadone (da cui Viberto (1000) e Ermengarda, che sposò in prime nozze Gisalberto, figlio del conte di Piacenza Gandolfo e in seconde nozze Gandolfo, figlio di Riprando;[4]
- Attone (954-20 luglio 975), figlio di Guiberto, sposò Ferlinda, che possedeva molti territori nel bergamasco, nel bresciano e nel veronese, sui laghi di Como, di Lecco e di Garda. Fu l'ultimo conte di Lecco;[5]
- Dal 975: passaggio della contea di Lecco a Ottone II di Sassonia, re dei Franchi Orientali, che la smembrò,[6] assegnando vasti possdimenti al vescovo di Como e soprattutto all'arcivescovo di Milano.